# The Mill on the Floss
The Mill on the Floss (em português, O moinho à beira do rio) é um romance de George Eliot, primeiramente publicado em três volumes em 1860 por William Blackwood. A primeira edição norte-americana foi publicada por Thomas Y. Crowell Co., em Nova York.

## Enredo
A história do romance gira em torno de Maggie Tulliver, uma jovem inteligente que não se adequa aos moldes da mulher vitoriana: “bem-comportada”, delicada e obediente. George Eliot apresenta a personagem principal em contraste com sua prima Lucy Deane que, ao contrário de Maggie, se enquadra perfeitamente nos papéis de gênero idealizados para a mulher inglesa do século XIX. A narrativa é construída através do difícil relacionamento entre a protagonista Maggie Tulliver, sua mãe Bessy e seu irmão Tom. A história destaca a postura de Maggie, desde a sua infância, que mostra a insatisfação da personagem em seguir os caminhos que sua mãe espera que ela siga, a de esposa e dona de casa perfeita.
O romance de George Eliot faz críticas à sociedade patriarcal da Inglaterra vitoriana que colocava as mulheres em diversas situações de frustração e sofrimento, tendo muitas vezes seus planos e aspirações desacreditados por alguma figura masculina próxima a elas ou mesmo por outras mulheres.